# Milan Koprivarov

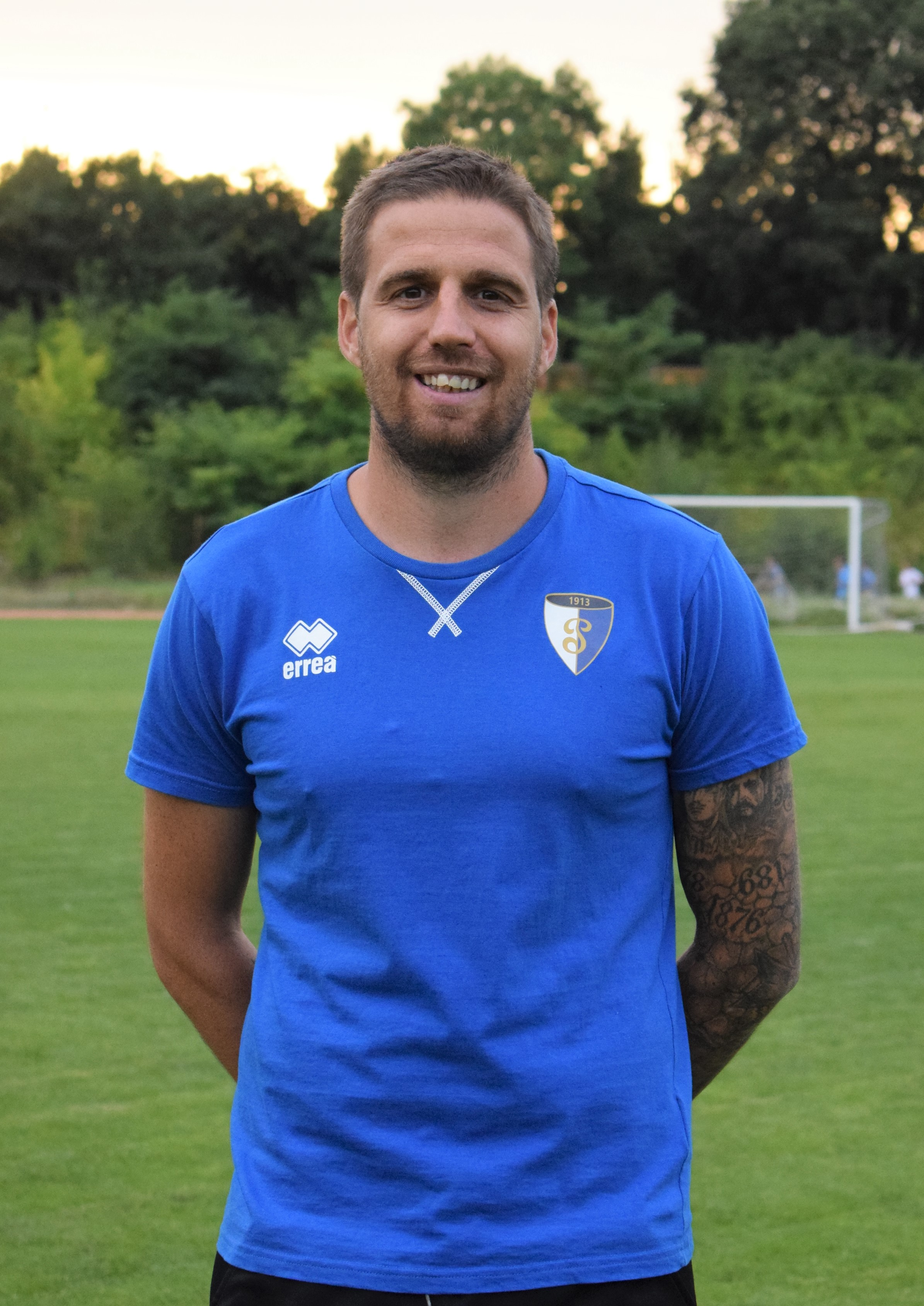
Milan Koprivarov

Milan Dimchov Koprivarov (Bulgaars: Милан Димчов Коприваров) (Ihtiman (Oblast Sofia), 20 juli 1983) is een Bulgaarse voetballer die bij voorkeur als middenvelder speelt. Hij verruilde in 2013 FC Wels voor ATSV Stadl-Paura.
Koprivarov stroomde in 2003 door vanuit de jeugd van Levski Sofia uitkomt. Hij speelde één wedstrijd voor de nationale ploeg van Bulgarije.